# (15014) Annagekker
(15014) Annagekker (1998 RO74) – planetoida z pasa głównego asteroid okrążająca Słońce w ciągu 3,3 lat w średniej odległości 2,22 j.a. Odkryta 14 września 1998 roku.